# Alcyonidium androsovae
Alcyonidium androsovae är en mossdjursart som beskrevs av Jean-Loup d'Hondt 1983. Alcyonidium androsovae ingår i släktet Alcyonidium och familjen Alcyonidiidae. Inga underarter finns listade i Catalogue of Life.